# Agustín Giay
Agustín Giay (ur. 16 stycznia 2004 w San Carlos Centro) – argentyński piłkarz występujący na pozycji prawego obrońcy lub prawego pomocnika, od 2024 roku zawodnik brazylijskiego Palmeiras.